# الحرشف والجفة
الحرشف هي إحدى القرى التابعة لمنطقة نجران والواقعة في الجزء الشمالي من المنطقة وتبعد حوالي 100 كم عن إمارة نجران و30 كم عن محافظة حبونا.

## المناخ
وتشتهر بأجوائها الرائعة والمعتدلة في فصل الصيف ويتخللها أحد أكبر الأودية وهو وادي (حلال) الذي يلتقي مع العديد من الأودية لينتهي في رمال الربع الخالي ويوجد بها سد مائي.

## الخدمات
يوجد بها مدرسة بنين ابتدائية وكذلك مدرسة بنات ومستوصف حكومي كما ان المنطقة مخدومة بشبكة من الطرق المعبّدة حيث طريق ضبين والمؤدي إلى كل من عسير ونجران وكذلك طريق بطأ المؤدي إلى الجفة وحبونا، وأيضاً الطريق الرئيسي والمؤدي إلى حبونا والحصينية ومن ثم إلى نجران.

## السكان
يبلغ عدد سكان قرية الحرشف قرابة 1000 نسمة. وشيخ المنطقه خالد حامد المكاييل